# Marcus Haber
Marcus Warren Haber (Vancouver, Canadá, 11 de enero de 1989) es un futbolista canadiense que juega como delantero en el Nongbua Pitchaya F. C. de la Liga de Tailandia.

## Biografía
Comenzó jugando en la Asociación de fútbol Dunbar.Con el club Saint Johnstone disputó 42 partidos en la Premier League escocesa y marcó tres goles.
Luego se unió al club inglés Stevenage FC. Con este equipo marcó siete goles en la tercera división inglesa durante la temporada 2012-2013.
El 13 de septiembre de 2013 fue cedido al condado de Notts. Posteriormente, el 31 de julio de 2014 se incorporó a Crewe Alexandra. Con este último equipo marcó un total de 16 goles en tercera división (siete en 2014/2015 y nueve en 2015/2016).
Luego, al regresar a Escocia con el equipo del Dundee FC, jugó 38 partidos con The Dees en la Primera División escocesa, marcando diez goles. 
Pacífic FC
Haber firmó con el club Pacific FC de la Premier League canadiense el 9 de enero de 2019. El 29 de abril de 2019 debutó en el partido inaugural del club.El 18 de mayo de 2019, marcó su primer gol con el Pacific en el empate 2-2 con el York FC.
Cavalry FC
En julio de 2020, Haber firmó con Cavalry FC. 
Hizo su debut el 13 de agosto en el primer partido de la temporada 2020 contra el Forge FC. Marcó su primer gol para su nuevo club en el siguiente partido, anotando el primer gol contra el Valor FC en una eventual victoria por 2-0 el 15 de agosto. Haber volvería a marcar en una crucial victoria por 1-0 contra el York 9 FC el 5 de septiembre. Después de la temporada 2020, Haber y el club acordarían mutuamente separarse, lo que permitiría a Haber buscar una oportunidad en el extranjero.
Visakha
El 18 de enero de 2021, Haber firmó con el Visakha FC de la Premier League camboyana. Haber haría su debut con su nuevo club el 15 de mayo añadiendo una asistencia en el empate 1-1 ante el National Police Commissary FC. Marcaría su primer gol con Visakha el 3 de julio en el empate 2-2 contra el Nagaworld FC. En el siguiente partido, el 10 de julio, Haber establecería un nuevo récord del club, anotando 4 goles en la goleada de 9-0 al Asia Euro United. Haber terminó la temporada como máximo goleador de Visakha con 17 goles y añadió 10 asistencias. Poco después del final de la temporada se confirmó que Haber dejaría el club.
Preah Khan Reach Svay Rieng
El 16 de enero de 2022, se anunció que Haber había firmado con el club Preah Khan Reach Svay Rieng de la Premier League camboyana.

## Selección
Con la Sub-20 participó en el Mundial Sub-20 en 2007. Durante el Mundial Junior organizado en su país natal, disputó tres partidos. El historial de Canadá es catastrófico, con tres derrotas en otros tantos partidos y cero goles marcados.
Marcus Haber jugó 26 partidos internacionales con Canadá entre 2010 y 2016, anotando tres goles.
Disputó su primer partido con la selección canadiense el 8 de octubre de 2010, en un amistoso contra Ucrania (2-2). Marcó su primer gol el 22 de marzo de 2013, en un amistoso contra Japón (derrota 1-2).
En el verano de 2013 participó en la Copa Oro organizada en Estados Unidos. Jugó tres partidos durante este torneo. Canadá fue eliminada en la primera ronda con un pobre balance de un empate, dos derrotas y ningún gol marcado.
Haber anotó su segundo gol con Canadá el 27 de marzo de 2015, en un amistoso contra Guatemala (victoria 1-0). Unos meses después participó por segunda vez en su carrera en la Copa Oro. Durante esta competición volvió a disputar tres partidos. El historial de Canadá sigue siendo deprimente, con dos empates, una derrota y ningún gol marcado1.
Marcó su tercer y último gol con Canadá el 16 de octubre de 2016, en un amistoso contra Mauritania (victoria 4-0). Recibió su última selección el 11 de noviembre de 2016, en un amistoso contra Corea del Sur (derrota 2-0).
| Club                | País   | Año   | Partidos | Goles |
| ------------------- | ------ | ----- | -------- | ----- |
| Selección de Canadá | Canadá | 2010- | 27       | 3     |
| Selección sub-23    | Canadá | 2012  | 3        | 1     |

## Clubes
| Club                         | País       | Año       |
| ---------------------------- | ---------- | --------- |
| Vancouver Whitecaps          | Canadá     | 2009      |
| West Bromwich Albion F. C.   | Inglaterra | 2010-11   |
| Exeter City F. C. (cedido)   | Inglaterra | 2010      |
| Vancouver Whitecaps (cedido) | Canadá     | 2010      |
| St. Johnstone F. C. (cedido) | Escocia    | 2010-2011 |
| St. Johnstone F. C.          | Escocia    | 2011-2012 |
| Stevenage F. C.              | Inglaterra | 2012-2014 |
| Notts County F. C. (cedido)  | Inglaterra | 2013      |
| Crewe Alexandra F. C.        | Inglaterra | 2014-2016 |
| Dundee F. C.                 | Escocia    | 2016-2019 |
| Falkirk F. C. (cedido)       | Escocia    | 2018      |
| Pacific F. C.                | Canadá     | 2019      |
| Cavalry F. C.                | Canadá     | 2020      |
| Visakha F. C.                | Camboya    | 2021-2022 |
| Preah Khan Reach F. C.       | Camboya    | 2022-2024 |
| Chonburi F. C.               | Tailandia  | 2024      |
| Nongbua Pitchaya F. C.       | Tailandia  | 2024-     |